# Sporting Nijlen
Sporting Nijlen was een Belgische voetbalclub uit Nijlen. De club sloot in 1984 aan bij de KBVB met stamnummer 8946. 
In 1997 nam de club ontslag uit de KBVB. 

## Geschiedenis
Sporting Nijlen werd in april 1984 opgericht en sloot een maand later aan bij de KBVB.
Het was een bescheiden club die in de schaduw stond van het hoger spelende KFC Nijlen dat toen nog KFC de Sportvrienden Nijlen heette.
Sporting Nijlen raakte nooit hoger dan Vierde Provinciale. De beste prestatie was in 1983-1984 toen een vierde plaats werd behaald.
In 1997 nam de club ontslag uit de KBVB nadat men in 1996-1997 slechts één wedstrijd had kunnen winnen en allerlaatste was geworden.